# Mallalienne
Mallalienne (franska: Mallalienne (CR), Mallalienne (Commune Rurale), arabiska: بني ليت) är en kommun i Marocko.   Den ligger i provinsen Tétouan och regionen Tanger-Tétouan-Al Hoceïma, i den norra delen av landet, 220 km nordost om huvudstaden Rabat. Antalet invånare är 9 970.